# Gambos
Gambos – miasto w Angoli, w prowincji Huíla.